# انقلاب الشفة
انقلاب الشفة هو تشوّه يتضمن انقِلاب حافة الشفاه نحو الخارج، بحيث تنقلب الشفة من الداخل إلى الخارج (بطناً لظهر). يعود أصل المصطلح إلى الكلمة اليونانية "ek" بمعنى "الخروج"، والكلمة اللاتينية "labium" وتعني "الشفة". يظهر هذا النوع من التشوّه غالبًا لدى الأطفال المصابين بنوع نادر من اضطرابات الجلد يُعرف باسم مهرج السماك (Harlequin ichthyosis).